# TAT-European-Airlines-Flug 230
Der TAT-European-Airlines-Flug 230 (Flugnummer IATA: VD230, ICAO: TAT230, Funkrufzeichen TAT 230) war ein inländischer Linienflug der TAT European Airlines von Nancy nach Paris. Am 4. März 1988 wurde der Flug mit einer Fairchild FH-227 durchgeführt. Im Endanflug auf den Flughafen-Paris Orly ging auf dem Flug die Kontrolle über die Maschine verloren, wobei diese zu Boden stürze und alle 23 Insassen starben.

## Flugzeug
Das betroffene Flugzeug war eine 1967 gebaute Fairchild-Hiller FH-227B mit der Werknummer 546. Die Maschine des US-amerikanischen Herstellers Fairchild-Hiller war eine aus einem Lizenzfertigungsvertrag mit Fokker zur Fertigung der Fokker F-27 in Form der baugleichen Fairchild F-27 weiterentwickelte Variante. Die FH-227 besaß im Vergleich zu der Fokker/Fairchild F-27 einen verlängerten Rumpf.
Die bei dem Unfall zerstörte Maschine wurde am 18. Mai 1967 fabrikneu an Ozark Airlines ausgeliefert und erhielt in diesem Zuge das Luftfahrzeugkennzeichen N4226. Im Jahr 1978 wurde die Maschine an Imperial Aviation verleast. Am 14. Oktober 1980 erhielt Touraine Air Transport die Maschine und ließ sie mit dem neuen Kennzeichen F-GCPS zu. Nachdem die Fluggesellschaft sich zum 1. April 1984 in TAT European Airlines umbenannte, ging die Maschine formell bei der neuen Eigentümerin in Betrieb. Das zweimotorige Kurzstreckenflugzeug war mit 2 Turboprop-Triebwerken des Typs Rolls-Royce Dart 532-7 ausgestattet. Bis zum Zeitpunkt des Unfalls hatte die Maschine 33.142 Betriebsstunden absolviert, die auf 55.843 Starts und Landungen entfielen.

## Insassen
Den Flug von Nancy-Essey nach Paris-Orly hatten 20 Passagiere angetreten, darunter eine schwangere Frau. Es befanden sich drei Besatzungsmitglieder an Bord, ein Flugkapitän, ein Erster Offizier und eine Flugbegleiterin. Der Flugkapitän verfügte über 10.226 Stunden Flugerfahrung, der Erste Offizier konnte 4.431 Stunden Flugerfahrung vorweisen.

## Unfallhergang
Die Maschine startete um 06:53 Uhr vom Flughafen Nancy-Essey, die Maschine stieg daraufhin auf die Reiseflughöhe von 14.000 Fuß. Der Flug verlief nach Paris-Orly ohne besondere Vorkommnisse. Im Anflug auf den Zielflughafen begann die Besatzung mit dem Sinkflug. Um 07:26 Uhr erhielten die Piloten die Freigabe zum Sinkflug auf 9.000 Fuß und anschließend auf 7.000 Fuß. Als sie sich dem Drehfunkfeuer MEL näherten, erhielten die Piloten von der Flugsicherung die Genehmigung, die Flughöhe auf 6.000 Fuß zu verringern. Zu diesem Zeitpunkt waren die Wetterbedingungen und die Sicht aufgrund des Nebels schlecht. Plötzlich, um 7:37 Uhr, nickte die Flugzeugnase nach unten und die Maschine begann in den letzten 20 Sekunden einen unkontrollierten Sinkflug mit einer Geschwindigkeit von 16.000 Fuß pro Minute. Das außer Kontrolle geratene Flugzeug prallte gegen den Metallmast einer Hochspannungsleitung und stürzte schließlich mit einer Geschwindigkeit von 630 km/h, also 100 km/h über der maximalen für diesen Flugzeugtyp zulässigen Fluggeschwindigkeit, auf einem offenen Feld in Machault, etwa 46 km südöstlich des Flughafens Paris-Orly auf. Das Flugzeug brach beim Aufprall auseinander und brannte aus, alle 23 Insassen kamen ums Leben.

## Ursache
Im Rahmen der Unfalluntersuchung stellten die Unfallermittler fest, dass es in dem durchgeführten Instrumentenflug unter Instrumentenflugbedingungen zu einem Ausfall der elektrischen Systeme gekommen war. Unmittelbar nach diesem Ausfall neigte sich das Flugzeug mit der Nase nach unten. Das Komitee konnte zunächst keine Gewissheit über die Ursache des Absturzes erlangen.
Die Kommission konnte verschiedene Annahmen ausschließen, da diese durch die festgestellten Fakten und Erkenntnisse entkräftet wurden und ordnete in der Folge Flugtests an. Die Unfallermittler maßen der Hypothese, dass der elektrische Fehler einen Verlust der Orientierung der Piloten hinsichtlich der Fluglage der Maschine und einen Ausfall des Autopiloten verursacht hätte, die höchste Wahrscheinlichkeit zu. Hierzu sei es zu einem Zeitpunkt gekommen, als die Flugzeugnase nach unten vertrimmt war.
Da ein vom Stromnetz unabhängiger Künstlicher Horizont fehlte, stand den Piloten während des Sturzfluges keine verlässliche Referenz zur Bestimmung der Fluglage zur Verfügung. Im Abschlussbericht wurde ferner vermerkt, dass sich der Kontrollverlust unter Vereisungsbedingungen ereignet hatte, dass sich eine nicht autorisierte, dritte Person im Alter von 18 Jahren im Cockpit befunden hatte und, dass die Aufprallgeschwindigkeit 100 km/h über der maximal zulässigen Fluggeschwindigkeit einer Fairchild FH-227 gelegen habe.